# Байрак (Белебеївський район)
Байра́к (рос. Байрак, башк. Байраҡ) — присілок у складі Белебеївського району Башкортостану, Росія. Входить до складу Тузлукушівської сільської ради.
Населення — 12 осіб (2010; 19 в 2002).
Національний склад:
- башкири — 53 %
- татари — 31 %